# Neurosis
Neurosis est un groupe de post-metal américain, originaire d'Oakland, en Californie. Neurosis a inspiré de nombreux groupes comme Isis ou Cult of Luna qui voient le jour au début des années 2000.
Une partie des membres de Neurosis a un projet parallèle très expérimental nommé Tribes of Neurot, dans lequel ils ne jouent que des morceaux instrumentaux. Il s'agit d'expérimentations dont le style est très difficile à déceler, avec notamment de grosses influences de musiques tribales, alliées avec des atmosphères très oppressantes et sombres. L'album Times of Grace de Neurosis peut d'ailleurs se superposer de manière sonore avec un album de Tribes of Neurot, Grace. Les deux albums ont été conçus de manière à se compléter l'un l'autre par superposition.

## Biographie

### Débuts (1985–1995)
À la fin de 1985, Scott Kelly, Dave Edwardson et Jason Roeder (anciens membres de Violent Coercion) forment Neurosis comme groupe de punk hardcore, accompagné d'un soupçon de crust punk, influencés par les britanniques Amebix. En 1986, Chad Salter est recruté comme second guitariste. C'est avec cette formation que le premier album Pain of Mind sort en 1987.
En 1989, le guitariste et chanteur Chad Salter est remplacé par Steve Von Till, et Simon McIlroy se joint au groupe au synthétiseur et au sampleur en 1990. Ces deux nouveaux membres participent à l'album The Word as Law, où Neurosis commence sa transition du punk hardcore de Pain of Mind au son plus expérimental dans le troisième album Souls at Zero, qui deviendra une des bases du post-metal.
En 1995, Noah Landis, ami d'enfance de Dave Edwardson, remplace Simon McIlroy aux claviers.

### Plusieurs albums (1996–2004)
En 1996, Neurosis attire l'intérêt général avec la sortie de son premier album au label Relapse Records, Through Silver in Blood, et sa tournée avec Pantera,. En 1999, Neurosis publie l'album Times of Grace.
Au début des années 2000, le groupe fonde son propre label indépendant, Neurot Recordings, qui, en plus de sortir les chansons de Neurosis et ses projets connexes, signe de nombreux autres groupes. À commencer par A Sun that Never Sets, Neurosis commence à incorporer du chant clair et de l'instrumentation acoustique dans sa musique. L'album qui suit, The Eye of Every Storm, est publié en 2004.

### Dernières activités (depuis 2007)

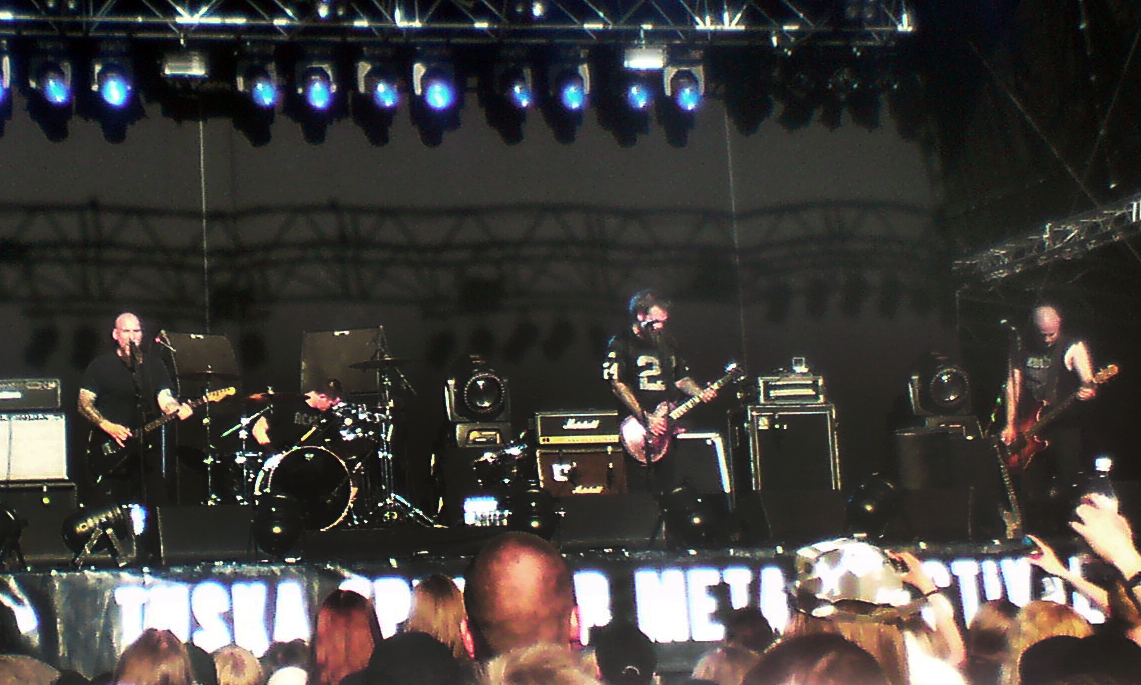
Neurosis au Tuska Open Air Metal Festival en 2009.

Le groupe publie son neuvième album, Given to the Rising, le 5 mai 2007 chez Neurot Records. Sur l'album, Neurosis retranscrit une approche plus agressive dans sa musique, ce qui lui vaut les félicitations de la presse spécialisée.
Le groupe entre en studio en décembre 2011 pour l'enregistrement de la suite de Given to the Rising. Le nouvel album, intitulé Honor Found in Decay, est publié à la fin d'octobre 2012.
Le groupe joue au festival Roadburn 2016, avec ian Cory fr Brooklyn Vegan. Cette performance fait partie d'une série de concerts organisée pour leur trente années d'existence. Le 5 mai 2016, Relapse Records confirme la réédition des albums A Sun that Never Sets et The Eye of Every Storm en format vinyle le 17 juin, accompagnée de nouvelles couvertures,. Leur onzième album — Fires Within Fires — est publié le 23 septembre 2016.
Fin 2019, le groupe se sépare de son ancien leader Scott Kelly après avoir appris ses comportements abusifs envers sa femme et son enfant. Kelly admet publiquement ces comportements en août 2022 et annonce son retrait de la vie artistique.

## Style musical et influences
On distingue nettement une fracture entre les deux premiers disques de Neurosis, ancrés dans une racine punk hardcore assez classique et la discographie naissante à partir de l'album Souls at Zero. Dès cet album, Neurosis s'oriente vers une musique lourde, plus lente, sombre et oppressante, que l'on peut éventuellement qualifier de post-hardcore ou de post-metal. Composant des morceaux d'une rare intensité, montant généralement en puissance au fil des minutes, Neurosis acquiert, en vingt ans, le respect unanime de la scène heavy metal. Utilisant ses deux chanteurs et guitaristes, le groupe retranscrit des ambiances tour à tour apocalyptiques et d'espoir (comme sur l'album The Eye of Every Storm, beaucoup plus posé que ses prédécesseurs), et démontre à chaque album une faculté d'évolution et d'innovation.
Leur style musical est décrit comme metal expérimental, metal avant-gardiste, doom metal, drone metal, post-hardcore, metal industriel, metal psychédélique, metal progressif, metal alternatif, et metal extrême, et y incorpore des éléments de folk,. Steve Huey d'AllMusic le considère comme un mélange de metal, d'industriel, et de rock alternatif ancré dans du sludge metal ; Kory Grow de Rolling Stone le considère, lui, comme « un mélange de metal, punk, sludge et avant-gardiste. »
Neurosis cite s'inspirer de Swans, Hank Williams, Jimi Hendrix, Pink Floyd, Black Sabbath, King Crimson, Black Flag, Hawkwind, Joy Division, Rudimentary Peni, Celtic Frost, Melvins, Die Kreuzen, Killing Joke, Amebix, et Voivod. Ils s'inspirent aussi de Philip K. Dick, Ingmar Bergman, Jack London, Paul Bowles, et Cormac McCarthy.

## Membres

### Membres actuels
- Dave Edwardson — basse, synthétiseurs, chant (depuis 1985)
- Jason Roeder — batterie  (depuis 1985)
- Steve von Till — guitare, chant  (depuis 1989)
- Noah Landis — orgue, piano, samples (depuis 1995)

### Anciens membres
- Chad « Gator Tofu » Salter — guitare, chœurs (1986–1989)
- Simon McIlroy — claviers, synthétiseur, samples, chœurs (1990–1995)
- Jackie Perez Gratz — violoncelle (1999–2000)
- Scott Kelly — guitare, chant (1985-2019)

### Artistes visuels
- Adam Kendall (1990–1993)
- Pete Inc. (1993–2000)
- Josh Graham (2000–2012)